# Mirela Pașca
Mirela Ana Pașca, född den 19 februari 1975 i Baia Mare, Rumänien, är en rumänsk gymnast.
Hon tog OS-silver i lagmångkampen i samband med de olympiska gymnastiktävlingarna 1992 i Barcelona.